# Jasan úzkolistý

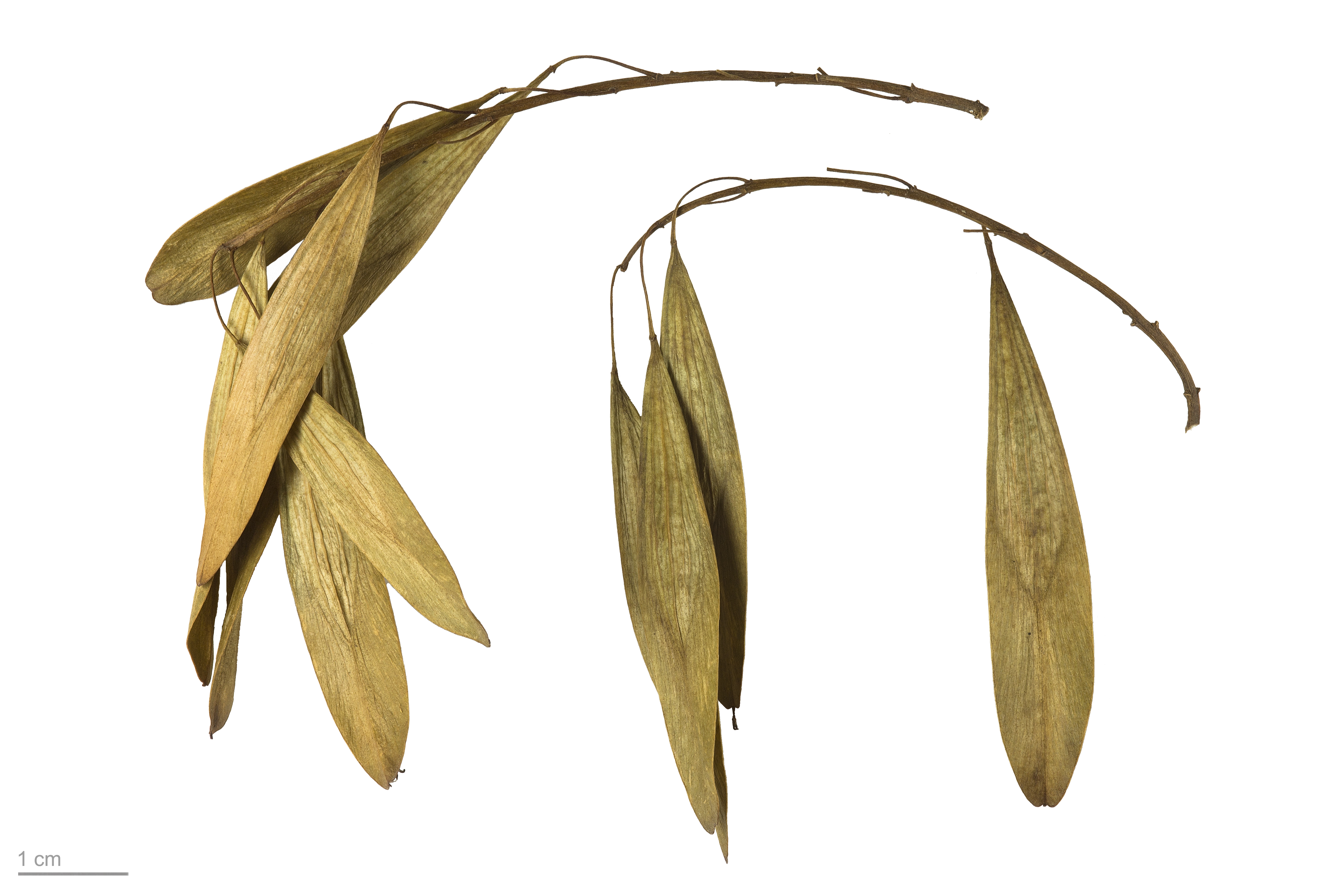
Fraxinus angustifolia

Jasan úzkolistý (Fraxinus angustifolia) je opadavý listnatý strom dorůstající výšky 20–35 m. Letorosty jsou šedavé, pupeny vstřícné nebo přeslenité, skořicové až tmavě hnědé. Listy jsou lichozpeřené, 2–6 jařmé. Květy jsou v hroznech. Plodem je křídlatá nažka, 2,5–6 cm dlouhá.

## Rozšíření
Jasan úzkolistý podunajský přirozeně roste v SV Řecku, Bulharsku, v zemích býv. Jugoslávie, Rumunsku a Maďarsku. Severním okrajem areálu je jižní Slovensko a jižní Morava. V České republice roste přirozeně jen v jihomoravských úvalech, na sever ojediněle až ke Grygovu u Olomouce. Jinde může být jen výjimečně vysazen. V České republice roste pouze poddruh jasan úzkolistý podunajský (Fraxinus angustifolia subsp. danubialis Pouzar)
Jasan úzolistý společně s dubem letním dominantní dřevinou jihomoravských lužních lesů, především tzv. tvrdých luhů. V lužních lesích nejjižnější Moravy (např. Břeclavsko) zcela nahrazuje příbuzný druh jasan ztepilý.

## Synonyma

### Ke jménuFraxinus angustifoliaVahl
- Fraxinus oxycarpa Bieb. ex Willd.
- Fraxinus oxycarpa subsp angustifolia (Vahl) Lingelsh. et Engler

### Ke jménuFraxinus angustifoliasubsp.danubialisPouzar
- Fraxinus angustifolia subsp. pannonica Soó et Simon, nom. illeg.
- Fraxinus ptacovskyi Domin